# Modisimus elevatus
Modisimus elevatus là một loài nhện trong họ Pholcidae. Loài này được phát hiện ở Cuba.